# Cratere van Gogh
van Gogh  è un cratere sulla superficie di Mercurio.